# I Want to Go Home
Pour la chanson, voir I Want to Go Home (chanson).
Pour plus de détails, voir Fiche technique et Distribution.
I Want to Go Home est un film français d'Alain Resnais sorti en 1989.

## Synopsis
Joey Wellman, habitant de Cleveland, auteur d'un comic-strip « syndiqué » un peu oublié, Hepp Cat (il n'est plus publié que dans cinquante journaux, et même pas dans sa ville natale), se rend en France où est organisée une exposition sur le thème de la bande dessinée. Sa réelle motivation est de retrouver sa fille Elsie étudiante depuis deux ans à Paris où elle fuit la culture américaine, qu'elle abhorre, et son père, qui en est un produit typique : étonné que le monde entier ne parle pas anglais, capable de se mettre en colère devant un téléphone à cartes ou devant une énigme telle que la coexistence de pièces et de billets de cent francs.
Lena, la compagne de Joey (ni son épouse, il le précise, ni la mère d'Elsie), tente malgré tout de profiter de la destination romantique que constitue Paris. Elsie n'accueille volontairement pas son père à l'aéroport, ni ne se rend à l'exposition de bandes dessinées... Le père et la fille se retrouvent finalement, et se fâchent. Joey propose à sa fille de venir passer le week-end à la maison de campagne d'un brillant intellectuel parisien rencontré le soir même. Elsie n'en a aucune envie, mais elle finit par s'apercevoir que le destin lui a joué un tour : l'intellectuel en question n'est autre que Christian Gauthier, spécialiste de Flaubert à qui Elsie tente en vain de faire lire sa thèse.

## Genèse du film
Le film s'est fait dans un contexte assez inhabituel. Tout d'abord, Alain Resnais n'était pas au meilleur de sa forme, financièrement parlant. La plupart de ses derniers films n'avaient pas été très rentables excepté Mélo, et aucun producteur n'avait particulièrement envie de se lancer dans une aventure cinématographique avec lui, excepté Marin Karmitz. Karmitz et Resnais se mettent d'accord pour réaliser un film dont le thème serait les rapports entre la France et les États-Unis. Le titre premier, Faux-amis, aurait dû explorer ce que les traducteurs appellent « faux-amis », des mots proches, parfois de même racine linguistique mais ayant des sens différents voire opposés. Resnais, qui n'est pas scénariste de ses films, choisit de travailler avec Jules Feiffer, un auteur célèbre pour ses pièces de théâtre (Petits meurtres...) mais aussi pour un comic-strip qu'il a écrit et dessiné pendant près d'un demi-siècle pour le New Yorker, Playboy, Rolling Stone, etc. Feiffer est aussi l'auteur de The Great Comic book heroes (1965), un des premiers essais sérieux sur la bande dessinée.
Malgré le statut d'auteur de bande dessinée et malgré la passion que ce médium inspire à Resnais depuis toujours, il est établi au départ que le film ne parlera en aucun cas de bandes dessinées.
Après avoir exploré diverses pistes (un ancien combattant américain revient sur les lieux du Débarquement...), Resnais et Feiffer dénoncent leur bonne résolution : le héros de leur film sera un auteur de bandes dessinées. Le film est tourné en anglais, et les doubleurs en français ont pris un accent américain prononcé.

## Fiche technique
- Titre : I Want to Go Home (littéralement : je veux rentrer à la maison)
- Réalisation : Alain Resnais
- Scénario, Adaptation et Dialogue : Jules Feiffer
- Dialogues : Jules Feiffer
- Musique : John Kander
- Costumes : Catherine Leterrier
- Photo : Charlie Van Damme
- Décors : Jacques Saulnier
- Montage : Albert Jurgenson, Elisabeth Guido
- Son : Jean-Claude Laureux
- Musique : John Kander, orchestration et direction d'orchestre : Michael Gibson
- Assistants réalisateur : Yann Gilbert, Philippe Dussau
- Production : Marin Karmitz MK2 Productions, Films A2, La Sept, Investimage, Sofinergie, Sofima, CNC
- Producteur délégué : Christian Ferry
- Directeur de production : Yvon Crenn
- Mentor exécutif : Florence Malraux
- Distribution : MK2
- Début du tournage le 5 septembre 1988[réf. nécessaire]
- Pays de production :  France
- Langue : français
- Durée : 100 minutes
- Format : couleurs - 1,85:1 - 35 mm
- Date de sortie : 27 septembre 1989 (France)

## Distribution
- Adolph Green : Joey Wellman
- Ludivine Sagnier : petite fille
- Laura Benson : Elsie Wellman
- Linda Lavin : Lena Apthrop
- Gérard Depardieu : Christian Gauthier
- Micheline Presle :  Isabelle Gauthier
- John Ashton : Harry Dempsey
- Geraldine Chaplin : Terry Armstrong
- Caroline Sihol : Dora Dempsey
- François-Éric Gendron : Lionel Cohn-Martin
- Georges Fricker : Roxan Darcel
- Lucienne Hamon: Mme Roget
- Anne Teyssèdre: invitée de Christian/femme piège
- Nicolas Tronc : passager avion
- Catherine Arditi: boulangère
- Françoise Bertin: cliente
- Patrick Bonnel : boucher
- Charlotte Bonnet : chauffeur taxi
- Isabelle Canet Wolfe : Laureline
- Jean Champion: chauffeur taxi
- Emmanuelle Chaulet : secrétaire de Christian
- Jean-Marc Cozic: Tintin
- Pierre Decazes : garagiste
- Tony Dias : Valentina
- Guillaume Farny : Bateman
- Alain Fromager : étudiant
- Raphaëline Goupilleau : étudiante
- Isabelle Habiague : jeune fille qui chante
- Peter Hudson : Le Spectre
- Jacques Le Servot : Spirit
- Anne Roussel : jeune femme fatiguée
- Agnès Seelinger : domestique
- Gisèle Soban : Elektra
- Isabelle Turpault: Catwoman
- Michel Weinstadt : Corto Maltese
- Abbas Zhamani-Habib : Le Concombre Masqué.
- Louise Vincent : invitée vernissage
- Franck Stuart : un invité de Christian
- Marie-Cécile Ollier : vendeuse de fruits et légumes
- Philippe Dusseau : invité masqué
- Albert Ben Chamoul : vieux villageois
- Jean Prévôt : vieux villageois
- Alexandra Mercouroff